# ملا برهان‌لی
ملّا برهان‌لی (به لاتین: Mollabürhanlı) یک منطقه مسکونی در جمهوری آذربایجان است که در شهرستان خاچماز واقع شده است. ملّا برهان‌لی ۹۲۷ نفر جمعیت دارد.